# Zwangsläufigkeit
Zwangsläufigkeit bezeichnet in der Sicherheitstechnik die Einrichtung von Gefahrenmeldeanlagen dahin gehend, dass sie nur noch dann Alarm geben, wenn tatsächlich ein außergewöhnliches Ereignis eingetreten ist. Zwangsläufigkeit ist dann erreicht, wenn die Zahl der Falschalarme auf ein Minimum reduziert wurde.
Maßnahmen, mit denen Zwangsläufigkeit bei einer Einbruchmeldeanlage (EMA) erreicht werden kann:
- Man sorgt dafür, dass die Räume, die durch die Einbruchmeldeanlage überwacht werden, nur dann betreten werden können, wenn die Einbruchmeldeanlage zuvor unscharf geschaltet wurde (VdS-Richtlinie). Eine Alarmauslösung durch Vergessen des Unscharfschaltens ist somit ausgeschlossen.
- Man sorgt dafür, dass die Einbruchmeldeanlage nur dann scharfgeschaltet werden kann, wenn alle Sensoren, Aktoren und Verschlüsse ordnungsgemäß arbeiten und keine technischen Störungen vorliegen.

Bei der praktischen Umsetzung dieser Maßnahmen kommen spezielle technische Vorrichtungen, wie Blockschlösser oder Sperrelemente, zum Einsatz. Diese arbeiten zumeist mit elektrischen Bauteilen zusammen, deren Schaltfolgen auf die Vermeidung von Falschalarmen ausgerichtet sind.
Nach den Richtlinien der „VdS Schadenverhütung GmbH“ ist die Zwangsläufigkeit unterteilt in:
- Bauliche Zwangsläufigkeit: Alle baulichen Maßnahmen zur Einhaltung der Zwangsläufigkeit, z. B. Sperrschlösser, einseitige Schließbarkeit von Außentüren.
- Elektrische Zwangsläufigkeit: Alle elektrischen Maßnahmen zur Einhaltung der Zwangsläufigkeit, z. B. Verschlussüberwachung von Außentüren, elektrische Verriegelung von Sperrelementen bei scharfgeschalteter EMA, Blockierung der als Blockschloss ausgeführten Schalteinrichtung bei nicht voll funktionsfähiger EMA.
- Organisatorische Zwangsläufigkeit: Alle organisatorischen Maßnahmen zur Einhaltung der Zwangsläufigkeit, z. B. Zugangs-, Anwesenheits- und Abgangsüberwachung von Personen.

Auch die deutsche Polizei fordert in ihren Richtlinien, z. B. der ÜEA-Richtlinie die Einhaltung der Zwangsläufigkeit. Zahlreiche polizeiliche Untersuchungen und Erfahrungen belegen, dass hierdurch Falschalarme wirkungsvoll vermieden werden.
Die Einhaltung der Zwangsläufigkeit wird zudem von der DIN VDE 0833-3 ab dem in Deutschland von der Polizei empfohlenen Grad 2 gefordert. Somit ist in Deutschland für die Scharfschaltung das Verfahren nach Nr. 4.2.3 und für die Unscharfschaltung das Verfahren nach Nr. 4.3.4 der DIN CLC/TS 50131-12 zu wählen. Die ansonsten in der DIN CLC/TS 50131-12 beschriebenen Verfahren sind für EMA ab Grad 2 nicht zulässig.